# Armstrong Whitworth F.K.8

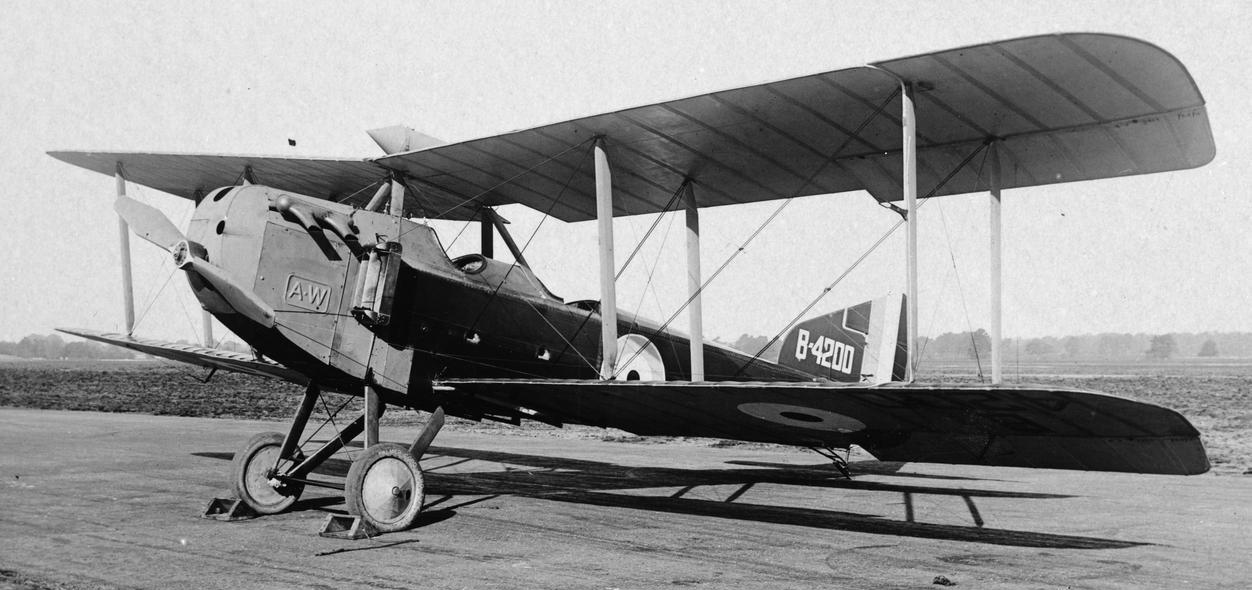
Armstrong Whitworth F.K.8 (1916)

De Armstrong Whitworth F.K.8 was een door Frits Koolhoven ontworpen Engelse militaire eenmotorige dubbeldekker. Deze verkenner en bommenwerper werd in de Eerste Wereldoorlog geproduceerd voor de Royal Air Force (RAF) door de Britse vliegtuigfabriek Armstrong Whitworth (AW).
De F.K.8 werd gebruikt als verkenningstoestel en bommenwerper met maximaal zes bommen van ieder 20 kg onder de vleugels. Het was uitgerust met dubbele besturing en kon zodoende ook dienst doen als trainingsvliegtuig. De achterste zitplaats voor de waarnemer had de beschikking over een beweegbaar Lewis machinegeweer. In latere versies was er ook voor de piloot een vast Vickers gesynchroniseerd machinegeweer aanwezig.
Voor de Nederlandse vliegtuigconstructeur Frits Koolhoven was de F.K.8, gemeten aan het aantal gebouwde toestellen (1650), zijn meest succesvolle ontwerp.

## Specificaties
- Type: Armstrong Whitworth F.K.8
- Ontwerper: Frits Koolhoven
- Rol: verkenner en bommenwerper
- Bemanning: 2
- Lengte: 9,58 m
- Spanwijdte: 13,26 m
- Leeggewicht: 869 kg
- Maximum gewicht: 1275 kg
- Brandstof: 230 liter

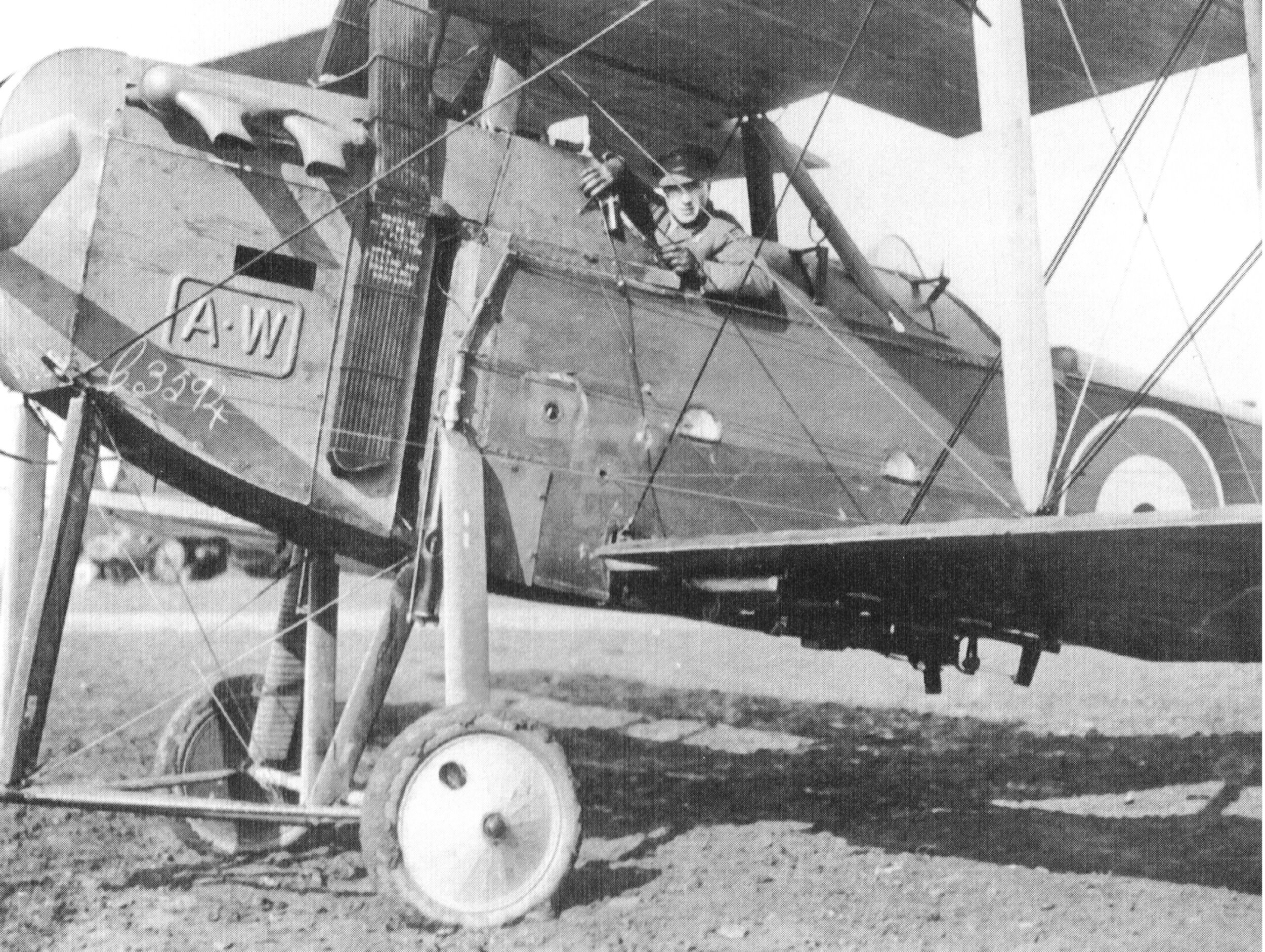
F.K.8 met vlak voor de cockpit de smalle verticale radiatoren voor de motorkoeling

- Motor: 1 × Beardmore watergekoelde zescilinder, 160 pk
- Propeller: tweebladig
- Eerste vlucht: mei 1916
- Aantal gebouwd: 1650

Prestaties
- Maximumsnelheid: 153 km/u
- Plafond: 4000 m
- Klimsnelheid: 2,2 m/s

Bewapening
- Boordgeschut: 1 × beweegbaar Lewis-machinegeweer (achterste zitplaats)
- Bommen: 126 kg